# Đạo luật tem 1765

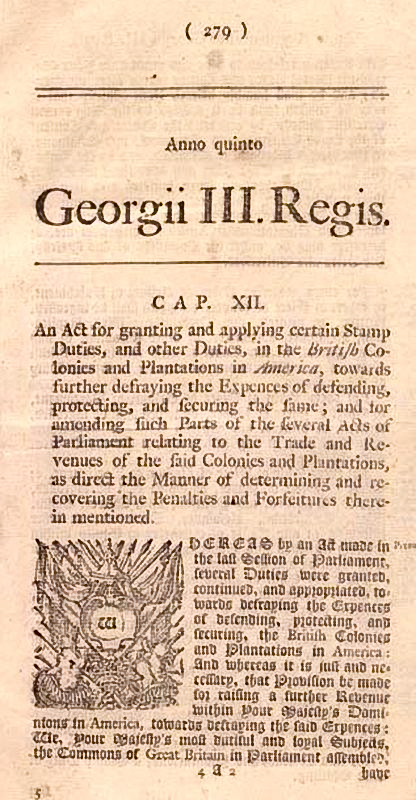
Bản in của Đạo luật tem 1765

Đạo luật tem năm 1765 là một đạo luật được chính quyền thuộc địa Anh ban hành áp dụng ở xứ thuộc địa Bắc Mỹ thuộc Anh vào ngày 22 tháng 03 năm 1765.
Đạo luật tem quy định rằng phải đánh thuế lên các văn bản pháp luật, giấy phép và những thứ khác. Đây là thuế trực tiếp đầu tiên của người Anh đánh lên các thuộc địa Bắc Mỹ, được bãi bỏ vào một năm sau.
Đạo luật tem 1765 đòi hỏi các văn kiện, giấy phép, hợp đồng, báo, cuốn sách nhỏ và quân bài phải có tem. Đạo luật này là để bù trả ngân khoản dùng để đóng quân bảo vệ các thuộc địa. Những người thuộc địa xem đạo luật này không công bằng, và nhiều người lên tiếng phản đối. Tại Boston, hình nộm của người thu thuế bị treo cổ và đốt cháy. Nhiều người ở mọi thuộc địa bắt đầu tẩy chay hàng hóa Anh. Một hội nghị để viết ra một đơn thỉnh cầu cho nhà vua được 27 đại biểu từ 9 thuộc địa tham dự. Trong mùa xuân năm 1767, Nghị viện Anh bãi bỏ đạo luật vì không thi hành được cũng như bị áp lực của những công ty bị tẩy chay.